# Asen Jordanoff
Assen "Jerry" Jordanoff, född Asen Hristov Yordanov 2 september 1896 i Sofia, död 19 oktober 1967 i New York, var en bulgarisk-amerikansk uppfinnare, ingenjör, och flygare. Jordanoff anses vara pinonjär inom den bulgariska flygindustrin och bidrog till utvecklingen av flyget i USA. Jordanoff hade många uppgifter, bland annat testpilot, luftpost och lufttaxibils-pilot, stuntpilot och flyginstruktör.
Han arbetade som ingenjör för ett antal företag, däribland Curtiss-Wright, Boeing, Lockheed North American, Consolidated Aircraft, Chance-Vought, Douglas Aircraft och Piper Aircraft, där han producerade instruktionsböcker och handböcker för berömda flygplan såsom Curtiss P-40 , Lockheed P-38 Lightning, B-25 Mitchell, B-17 Flying Fortress, B-24 Liberator, B-29 Superfortress och Douglas DC-3. Jordanoff var också känd för sina många publikationer om flygteknik.